# أحمد الأنصاري
أحمد الأنصاري ممثل ومخرج مسرحي إماراتي من مواليد 2 أكتوبر 1963· بدأ مشوارة الفني كممثل من خلال المسرح المدرسي عام 1976، وهو عضو مؤسس في مسرح دبي الشعبي منذ عام 1976·

## أعماله

### المسرحية كمخرج وممثل
- مطلوب خدامة حالا
- درس من الزمن
- غلط في غلط
- فالتوة
- بومحيوس في بتايا
- البقشة

### التلفزيونية
- مؤامرات عائلية
- سوالف الدار
- بن سحتوت
- مرمر زماني
- حاير طاير
- عمى ألوان
- دروب المطايا
- شمس القوايل
- طماشة
- حظ يانصيب
- هديل الليل